# Borstvingad spjutvingefluga
Borstvingad spjutvingefluga (Lonchoptera meijerei) är en tvåvingeart som beskrevs av Collin 1838. Borstvingad spjutvingefluga ingår i släktet Lonchoptera, och familjen spjutvingeflugor. Arten är reproducerande i Sverige.